# Букштинов Олексій Данилович
Букштинов Олексій Данилович (біл. Аляксей Данілавіч Букштынаў; 11 (24) лютого 1902 року, с. Островно, Російська імперія — 21 грудня 2000 року) — радянський лісівник і державний діяч, фахівець з лісоустрою, полезахисному лісорозведенню, інтродукції лісових порід, дослідник гутаперченосних порід обліпихи та інших рослин. Кандидат сільськогосподарських наук (1947), член-кореспондент ВАСГНІЛ (1956), заслужений лісівник УРСР (1966), лауреат Державної премії СРСР (1951), ряду орденів і медалей СРСР.

## Біографія
Народився Олексій Данилович 11 (24 лютого) 1902 року в білоруському селі Островно (нині Бешенковицький район, Вітебська область).
У молодості, 1923 року брав участь у ліквідації противників більшовицької влади, виловлював дезертирів. Протягом 1925—1926 років працював таксатором Верхньо-Камської експедиції до Пермської області, 1926—1927 років — старшим таксатором Центрального аерогідродинамічного інституту . 1927 року закінчив Лісотехнічну академію імені С. М. Кірова. 1928 року вступив до лав ВКП(б). Протягом 1927—1930 років працював старшим інспектором Наркомзему РРФСР. У 1930—1938 роках працював у Центральному НДІ механізації та енергетики лісової промисловості СРСР (ЦНИИМЭ), де обіймав посади старшого наукового співробітника, керівника сектору економіки та заступника директора з наукової частини, а також був заступником директора Всеросійського НДІ лісівництва та механізації лісового господарства (ВНИИЛХ).. У 1938—1940 роках — головний інженер Главлісокультури Наркомлісу РРФСР. У 1940—1941 роках керував відділом лісової промисловості, палива та лісового господарства РНК РРФСР.
Протягом 1941—1943 років воював у лавах Червоної армії під час німецько-радянської війни. У 1941 році воював у складі винищувального батальйону, 1943 року винищував повстанців і колабораціоністів у горах Кавказу.
З 1943 по 1948 рік керував Головним управлінням навчальними закладами Мінліспрому СРСР. У 1948—1949 роках — начальник відділу аспірантури ЦНИИМЭ. У 1949—1950 роках — заступник голови науково-технічного відділу та заступник головного редактора журналу «Лес і степь».
У 1950—1953 роках переходить на роботу до Міністерства лісового господарства УРСР, очолює Управління лісових культур і науково-технічну раду. У 1953—1954 роках працював заступником начальника Управління науково-дослідних установ та начальником Управління науково-технічного співробітництва Міністерства сільського господарства СРСР. 1954 року очолює ВНИИЛХ. З 1960 по 1961 рік старший науковий співробітник Всеросійського НДІ економіки сільського господарства, з 1961 по 1962 рік — заступник голови Координаційної ради ЦНИИМЭ, з 1962 по 1969 роки — начальник лабораторії механізації лісогосподарських робіт цього інституту. Протягом десяти років, з 1969 по 1979, був заступником академіка-секретаря Відділення лісового господарства і захисного лісорозведення Всесоюзної академії сільськогосподарських наук (ВАСХНИЛ).
Букштинов протягом 25 років був незмінним головою Московського обласного правління науково-технічного товариства лісової промисловості та лісового господарства СРСР.
Помер 21 грудня 2000 року.

## Наукові праці
Олексій Данилович займався теорією полезахисного лісорозведення та лісовпорядкування, інтродукції дерев і чагарників, агролісомеліорації в степових і напівстепових регіонах, використання допоміжних ресурсів лісу. Досліджував ліси Нижньогородської області та сусідньої Марійської АРСР з метою пошуку деревини, придатної для авіабудування. Мають велику цінність розробки Букштинова у сфері лісового насінництва та механізації лісового господарства. Він запропонував механізований метод збору насіння і оригінальну конструкцію лісосадівної машини, також розробив спосіб відновлення лісу на вирубках методом збереження підросту. Також Букштинов займався вивченням цінних для господарства рослин: обліпиха, інші гуттоноси. Розробив методи культивування останніх.
Букштинов Олексій Данилович опублікував понад 150 наукових робіт, частина з яких була видана за межами СРСР, має 6 авторських свідоцтв на винаходи. Найбільш значущі праці:
- (рос.) Букштынов А. Д. Лесные ресурсы СССР и мира. — М. : Изд-во МСХ СССР, 1959. — 63 с.
- (рос.) Букштынов А. Д., Кравченко В. И., Шинев И. С. Механизация сбора лесных семян. — М. : Лесная промышленность, 1965. — 37 с.
- (рос.) Букштынов А. Д. Гуттоносы СССР. — М. : Гослесбумиздат, 1967. — 198 с.
- (рос.) Букштынов А. Д., Грошев Б. И., Крылов Г. В. Леса. — М. : Мысль, 1981. — 316 с. — (Природа мира) — 100 тис. прим. — Перша книга довідкової серії була написана відомими лісівниками країни і видана великим накладом. Видання містить огляд і оцінку лісових ресурсів світу по континентам та окремим країнам, дає загальне уявлення про різноманітність лісів планети, їх господарче використання і процеси відтворення[2].
- (рос.) Букштынов А. Д. Клён / Рец.: доктор с.-х. наук К. Б. Лосицкий (ВНИИЛМ). — М. : Лесная промышленность, 1982. — 88 с. — (Древесные породы) — 10 000 прим.

## Нагороди і відзнаки
Букштинов Олексій Данилович за роки плідною наукової та державницької праці був неодноразово нагороджений державними преміями, медалями та орденами:
- 1943 — орден Червоної Зірки та медаль «За відвагу».
- 1951 — Сталінська премія третього ступеня за розробку агротехніки вирощування бруслини і методів збагачення її коренів і стебел гуттаперчею[1].
- 1966 — заслужений лісівник РРФСР[1].
- 1985 — орден Вітчизняної війни I ступеня.
- орден Трудового Червоного Прапора, Знак Пошани та ще 8 медалей.
- медаль імені І. В. Мічуріна.